# Variașu Mic, Arad
Variașu Mic este un sat în comuna Iratoșu din județul Arad, Crișana, România.